# Endesa
Endesa, S.A. — испанская энергетическая компания. Штаб-квартира расположена в Мадриде. Является дочерней компанией итальянской энергетической группы Enel.

## История
Компания была основана в 1944 году под названием Empresa Nacional de Electricidad, S.A. (сокращённо ENDESA), находилась под управлением Instituto Nacional de Industria (INI), государственного финансово-промышленного холдинга, учреждённого Франсиско Франко. Компания не была монополистом, на неё приходилась только треть энергетического рынка Испании, даже в составе INI было ещё 4 электроэнергетические компании (в 1983 году они были объединены с ENDESA). В середине 1980-х годов ENDESA приобрела активы нескольких частных электрических компаний.
В 1988 году 20 % акций ENDESA были размещены на Нью-Йоркской фондовой бирже. Во второй половине 1990-х годов ENDESA расширила деятельность в Латинскую Америку, в частности в Колумбию и Чили. В 1998 году была завершена приватизация компании.
В феврале 2006 года немецкая энергетическая компания E.ON предложила купить Endesa за €29,1 млрд, однако это предложение было отклонено владельцами компании и испанским правительством. В марте 2007 года контрольный пакет акций ENDESA согласились купить в партнёрстве итальянская энергетическая группа Enel и испанская строительная компания Acciona; сделка стоимостью 42,5 млрд евро была одобрена в июне 2008 года. В феврале 2009 года Enel выкупила долю партнёра за 11,1 млрд евро.

## Деятельность
Endesa владеет атомными, тепловыми и гидроэлектростанциями суммарной установленной мощностью 21,1 ГВт, а также линиями электропередач и электрораспределительными сетями. Производство электроэнергии в 2023 году составило 60,3 млрд кВт⋅ч, в том числе на АЭС — 24,9 млрд кВт⋅ч, парогазовых установках — 15,9 млрд кВт⋅ч, ветряных электростанциях — 6,4 млрд кВт⋅ч, ГЭС — 5,1 млрд кВт⋅ч, солнечных электростанциях — 2,7 млрд кВт⋅ч, ТЭС — 5,2 млрд кВт⋅ч. Общее число потребителей компании — 12,5 млн. Компании принадлежит сеть из 19,2 тыс. зарядных станций для электромобилей.
Выручка компании за 2023 год составила 25,4 млрд евро, её распределение по регионам: Испания — 82 %, Франция — 5 %, Португалия — 4 %, Люксембург — 3 %, Германия — 2 %, Великобритания — 2 %.